# Ok-dong, Andong
Ok-dong (koreanska: 옥동)  är en stadsdel i staden Andong i provinsen Norra Gyeongsang i den centrala delen av Sydkorea, 190 km sydost om huvudstaden Seoul.